# Schlierach
Schlierach là một con suối ở Bayern, Đức. Nước chảy vào suối này là từ  Hồ Schliersee, nó chảy vào Mangfall gần Weyarn.

## Dòng chảy
Suối chảy từ hồ Schliersee ở Schliersee từ phía bắc của bán đảo Freudenberg và chảy về phía bắc qua Hausham, Agatharied und Miesbach vào sông Mangfall, ở cây số 45,72 của sông này. Nó chảy được 1 quảng đường dài 13,1 km.